# 富山県道231号松木鷲塚線
富山県道231号松木鷲塚線（とやまけんどう231ごう まつのきわしづかせん）は富山県射水市内を通る一般県道である。

## 概要

### 路線データ
- 起点：富山県射水市松木字川田（富山県道11号新湊庄川線交点）
- 終点：富山県射水市鷲塚（富山県道204号小杉本江線交点）
- 延長：7,529m

## 歴史
- 1960年（昭和35年）4月23日 - 認定[1]

## 地理

### 通過する自治体
- 富山県
射水市

### 交差する道路
- 富山県道11号新湊庄川線・富山県道351号姫野能町線（起点：射水市松木字川田）
- 国道8号（富山高岡バイパス）（沖塚原交差点）
- 富山県道322号八町大門線（布目交差点）
- 国道472号（高木交差点）
- 富山県道232号堀岡小杉線（射水市稲積）
- 富山県道349号白石西高木戸破線（射水市大江地内で重複）
- 富山県道204号小杉本江線（終点：鷲塚口交差点）

### 沿線
- 射水市役所 布目庁舎
- 射水市立塚原小学校
- 射水市立作道小学校
- 塚原郵便局
- 大江簡易郵便局
- 大栄建材・大栄アルミ工業
- 庄川
- 道の駅カモンパーク新湊